# Kathedrale von Saint-Étienne

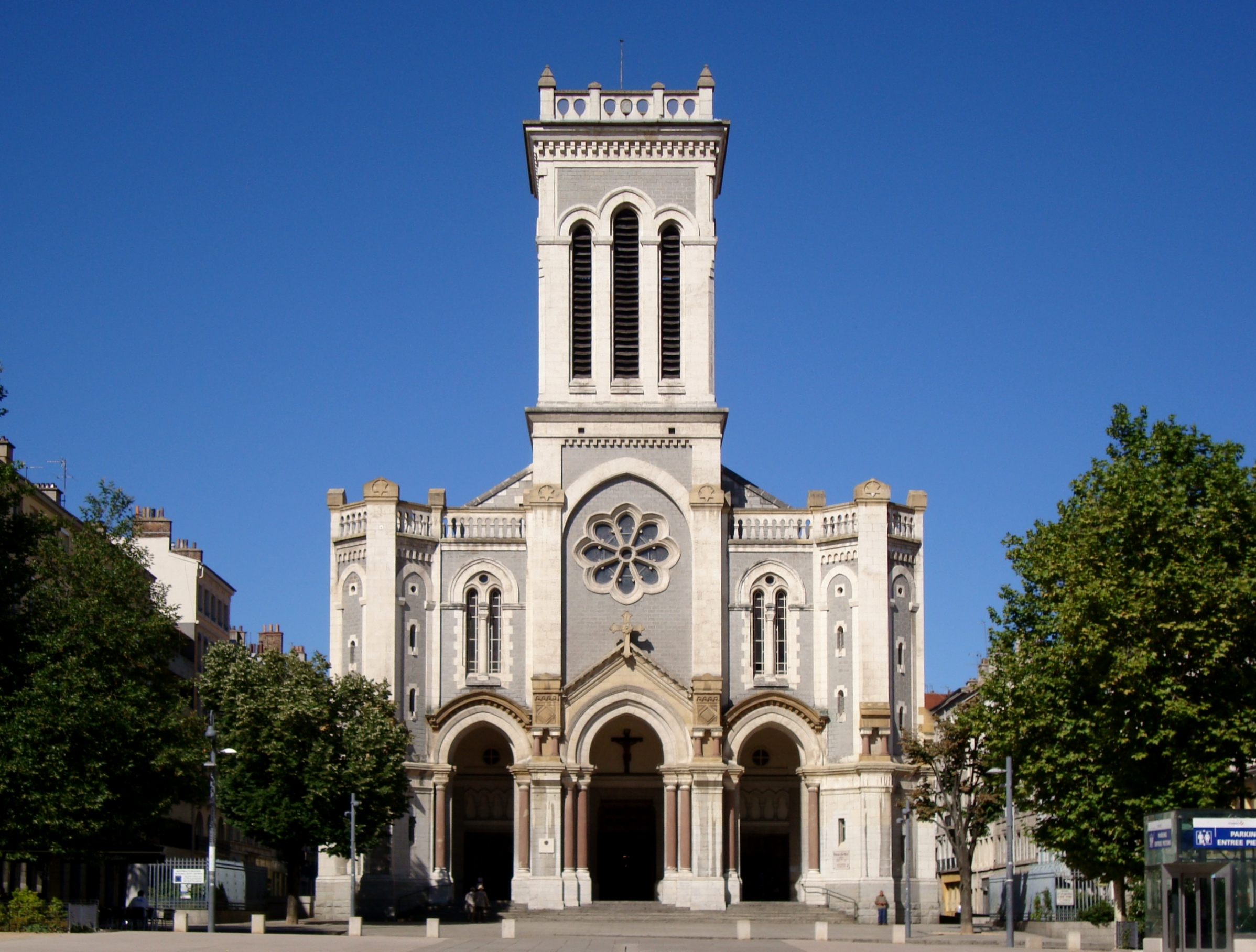
Kathedrale von Saint-Étienne

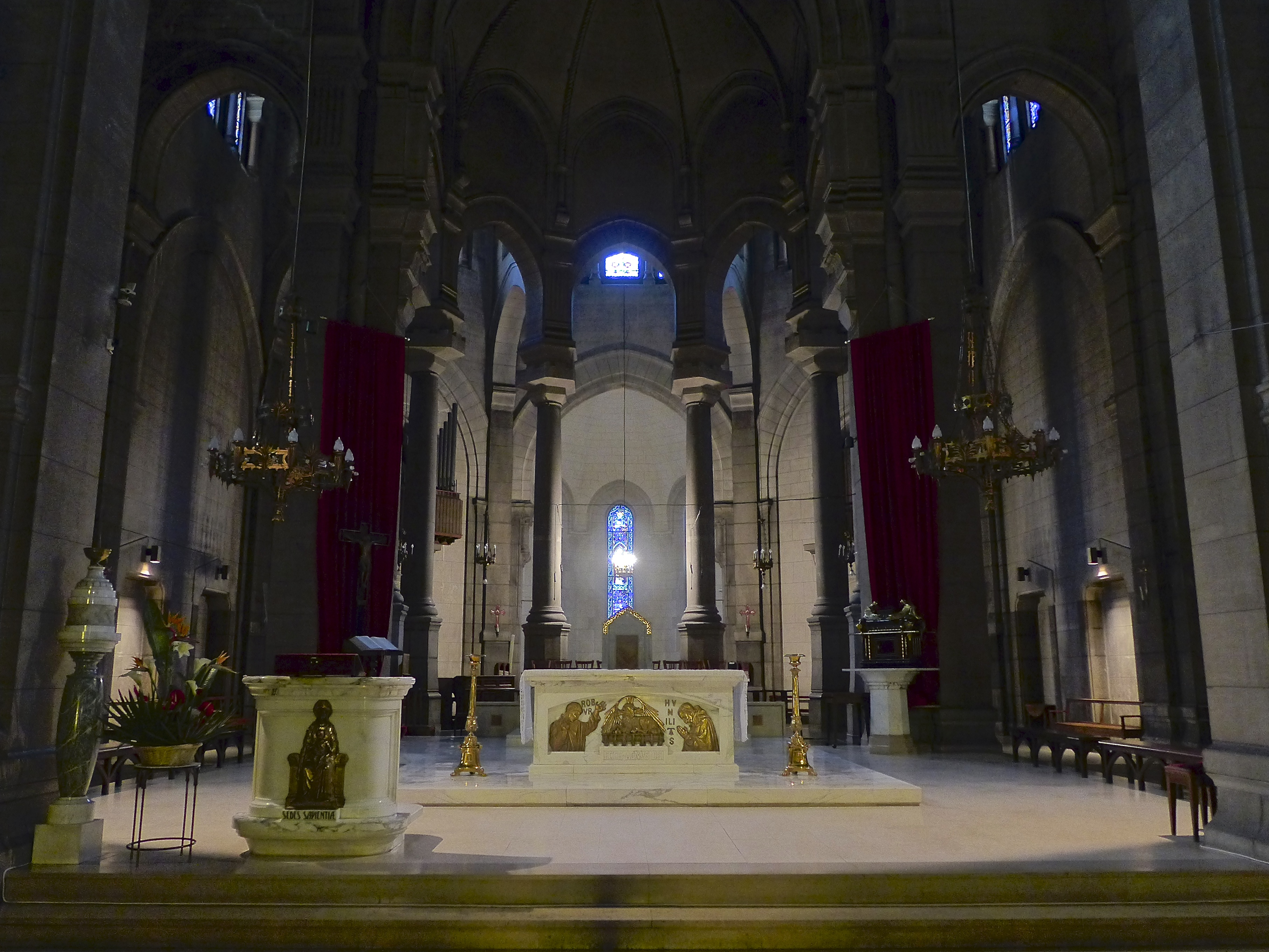
Chorpartie mit Altar

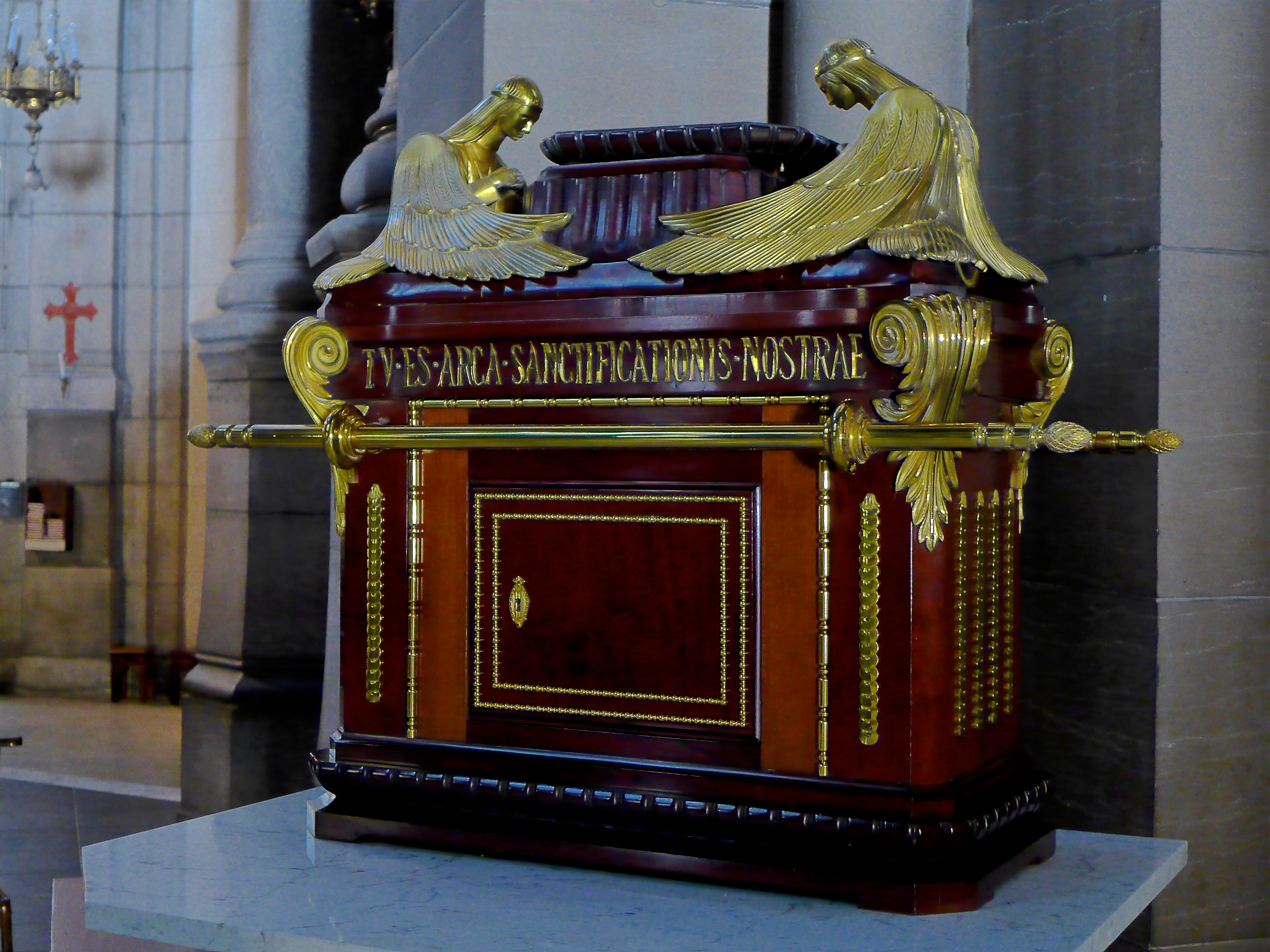
Nachbildung der Bundeslade

Die Kathedrale von Saint-Étienne ist die Bischofskirche des im Jahr 1970 von Papst Paul VI. errichteten Bistums Saint-Étienne. Sie trägt das Patrozinium des heiligen Karl Borromäus († 1584; heiliggesprochen 1610).

## Lage
Die Kathedrale liegt im Norden des ca. 12 km (Luftlinie) östlich der Loire gelegenen Stadtzentrums von Saint-Étienne etwa 2 km südwestlich des Bahnhofs in einer Höhe von ca. 420 m.

## Geschichte
Die Pfarrkirche wurde ab dem Jahr 1912 an der Stelle eines kleinen Vorgängerbaus erbaut und im Jahr 1923 vollendet. Nach der Errichtung des Bistums wurde sie im Jahr 1971 in den Rang einer Kathedrale erhoben. Kurz darauf wurden – als Nachwirkung der Beschlüsse des Zweiten Vatikanischen Konzils – Teile des Chors verändert.

## Architektur
Die in einem Mischstil aus neoromanischen und neogotischen Elementen gestaltete Architektur des fünfschiffigen ca. 80 m langen und 30 m breiten Bauwerks ist basilikal; der Glockenturm (clocher) erreicht eine Höhe von etwa 40 m. Das Mittelschiff und die beiden inneren Seitenschiffe sind gleich hoch; die beiden äußeren Seitenschiffe sind niedriger. Der nach Südwesten weisende Chor ist als dreischiffiger Umgangschor gestaltet.

## Ausstattung
Unter den Ausstattungsgegenständen ist der aus Carrara-Marmor gefertigte Altar mit einer Darstellung des Lamm Gottes, flankiert von den heiligen Stephanus und Karl Borromäus, besonders hervorzuheben. Ungewöhnlich ist die im äußeren Seitenschiff aufgestellte Nachbildung einer von zwei Cherubim überhöhten Bundeslade. 

## Orgel

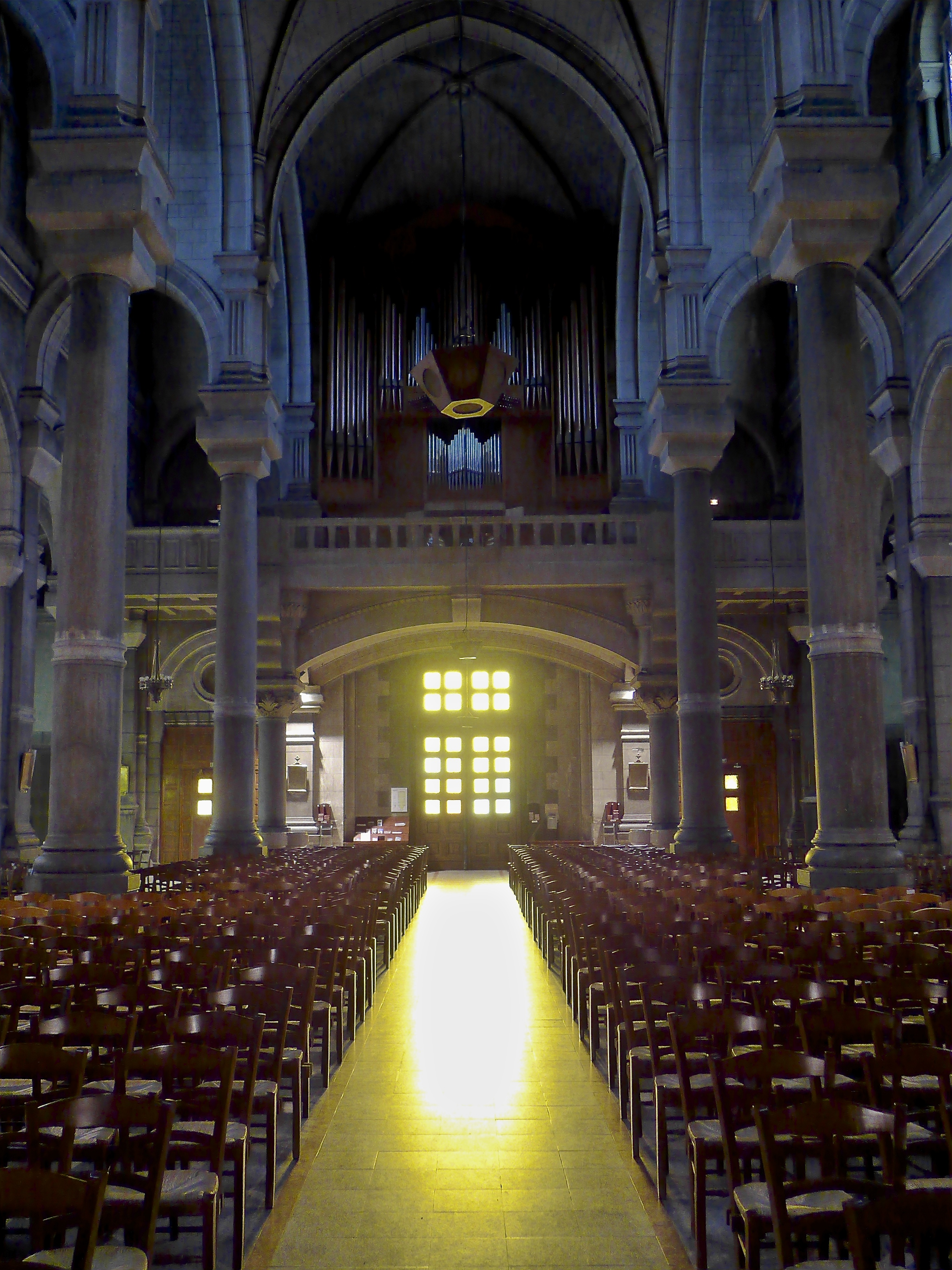
Orgel

Die Orgel der Kathedrale wurde 1967 von dem Orgelbauer Athanase Dunand erbaut und 2007 von dem Orgelbauer Michel Jurine restauriert. Das Instrument hat 44 Register auf vier Manualwerken und Pedal. Die Spieltrakturen sind mechanisch, die Registertrakturen sind elektrisch.
| I Positif C–g3 |        |
| Bourdon        | 8′     |
| Principal      | 4′     |
| Flûte          | 4′     |
| Flûte          | 2 ⁄3′  |
| Doublette      | 2′     |
| Tierce         | 1 3⁄5′ |
| Larigot        | 1 ⁄3′  |
| Fourniture II  |        |
| Cymbale II     |        |
| Cornet V       |        |
| Cromorne       | 8′     |

| II Grand-Orgue C–g3  |         |
| Quintaton            | 16′     |
| Principal            | 08′     |
| Bourdon              | 08′     |
| Prestant             | 04′     |
| Grosse Tierce        | 03 1⁄5′ |
| Doublette            | 02′     |
| Sifflet              | 01′     |
| Grosse Fourniture II |         |
| Fourniture II        |         |
| Cymbale II           |         |
| Sesquialtera II      |         |
| Régale               | 16′     |

| III Récit expressif C–g3 |    |
| Flûte                    | 8′ |
| Gemshorn                 | 8′ |
| Unda Maris               | 8′ |
| Flûte conique            | 4′ |
| Spielflöte               | 2′ |
| Cymbale Tierce III       |    |
| Trompette                | 8′ |
| Hautbois                 | 8′ |
| Clairon                  | 4′ |

| IV Grand Choeur C–g3 |    |
| Grand Cornet V       |    |
| Trompette en chamade | 8′ |
| Clairon en chamade   | 4′ |

| Pédale C–f1   |         |
| Principal     | 16′     |
| Soubasse      | 16′     |
| Principal     | 08′     |
| Quinte        | 05 2⁄3′ |
| Principal     | 04′     |
| Gemshorn      | 02′     |
| Fourniture IV |         |
| Bombarde      | 16′     |
| Trompette     | 08′     |